# Polisportiva Budoni Calcio
Polisportiva Budoni Calcio, còn được gọi là Budoni, là một câu lạc bộ bóng đá Ý có trụ sở tại Budoni, Sardinia.
Thành lập năm 1973, Budoni có 10 lần tham dự Serie D. Mùa giải 2018/2019, đội chơi ở giải Serie D, cấp độ thứ tư của giải vô địch bóng đá Ý.

## Danh hiệu

### Competizioni regionali
- Eccellenza

2007-2008
- Promozione: 1

2004-2005 (bảng B)
- Prima Categoria

2003-2004
- Seconda Categoria: 1

2002-2003

### Cuộc thi cấp tỉnh
- Terza Categoria: 1

1977-1978

### Các danh hiệu khác
- Eccellenza

Vị trí thứ hai: 2005-2006, 2006-2007, 2016-2017